# Feńkowo
Feńkowo – dawniej folwark obecnie uroczysko na Białorusi, w obwodzie grodzieńskim, w rejonie grodzieńskim, w sielsowiecie Skidel.

## Historia
W latach 1921–1939 folwark leżał w Polsce, w województwie białostockim, w powiecie grodzieńskim, w gminie Skidel.
Według Powszechnego Spisu Ludności z 1921 roku zamieszkiwały tu 22 osoby, 8 było wyznania rzymskokatolickiego, 9 prawosławnego a 5 mojżeszowego. Jednocześnie 8 mieszkańców zadeklarowało polską przynależność narodową, 9 białoruską, a 5 żydowską. Były tu 4 budynki mieszkalne.
Miejscowość należała do parafii prawosławnej w Skidlu i rzymskokatolickiej w Dziembrowie. Podlegała pod Sąd Grodzki w Skidlu i Okręgowy w Grodnie; właściwy urząd pocztowy mieścił się w Skidlu.
Po napaści ZSRR na Polskę we wrześniu 1939 miejscowość znalazła się pod okupacją sowiecką. 2 listopada została włączona do Białoruskiej SRR. 4 grudnia 1939 włączona do nowo utworzonego obwodu białostockiego. Od czerwca 1941 roku pod okupacją niemiecką. 22 lipca 1941 r. włączona w skład okręgu białostockiego III Rzeszy. W 1944 miejscowość została ponownie zajęta przez wojska sowieckie i włączona do obwodu grodzieńskiego Białoruskiej SRR.
Od 1991 wchodzi w skład Białorusi.